# 小俣駅 (栃木県)
小俣駅（おまたえき）は、栃木県足利市小俣町にある、東日本旅客鉄道（JR東日本）両毛線の駅である。
栃木県最西端の駅である。

## 歴史

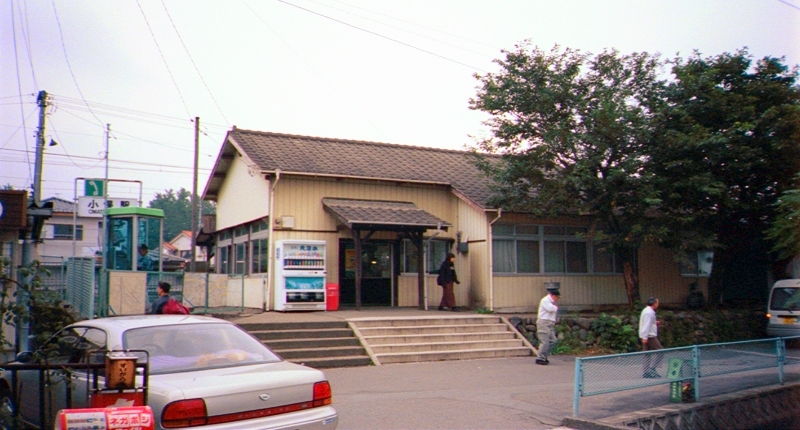
改築前の駅舎（1996年10月）

- 1889年（明治22年）10月10日：両毛鉄道の駅として足利 - 桐生間に開設[1][2]。
- 1897年（明治30年）1月1日：日本鉄道に譲渡。
- 1906年（明治39年）11月1日：日本鉄道国有化[2]。官設鉄道に移管。
- 1949年（昭和24年）6月1日：公共企業体日本国有鉄道（国鉄）発足に伴い、その所属となる。
- 1961年（昭和36年）9月1日：貨物扱い廃止[2]。
- 1984年（昭和59年）2月1日：荷物扱い廃止[2]。
- 1985年（昭和60年）3月14日：駅員無配置駅となる[3]。
- 1987年（昭和62年）4月1日：国鉄分割民営化に伴い、東日本旅客鉄道（JR東日本）の駅となる[2]。
- 2001年（平成13年）11月18日：ICカードSuica供用開始。
- 2003年（平成15年）12月1日：直営駅から無人駅化。
- 2019年（平成31年）1月29日：両毛線の前身の両毛鉄道敷設に尽力した木村半兵衛の顕彰板が地元の「木村半兵衛顕彰会」によって駅前に設置され、お披露目会が開かれる[4]。

## 駅構造
島式ホーム1面2線を有する列車交換可能な地上駅である。
足利駅管理の無人駅。簡易Suica改札機及び簡易自動券売機が設置されている。

### のりば
| 番線 | 路線    | 方向 | 行先                 |
| ---- | ------- | ---- | -------------------- |
| 1    | ■両毛線 | 上り | 桐生・前橋・高崎方面 |
| 2    | ■両毛線 | 下り | 足利・栃木・小山方面 |

（出典：JR東日本:駅構内図）

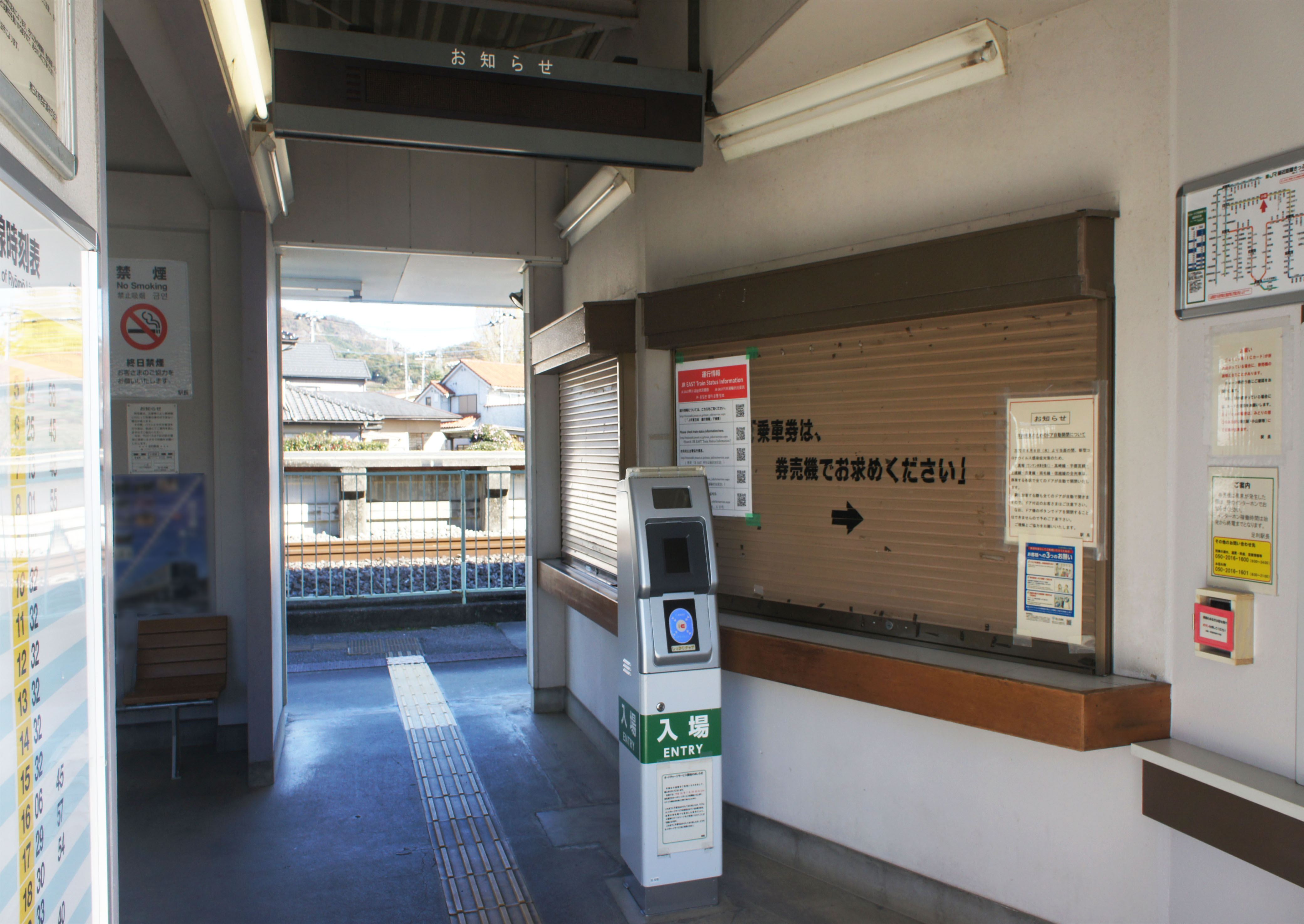
改札口（2021年11月）
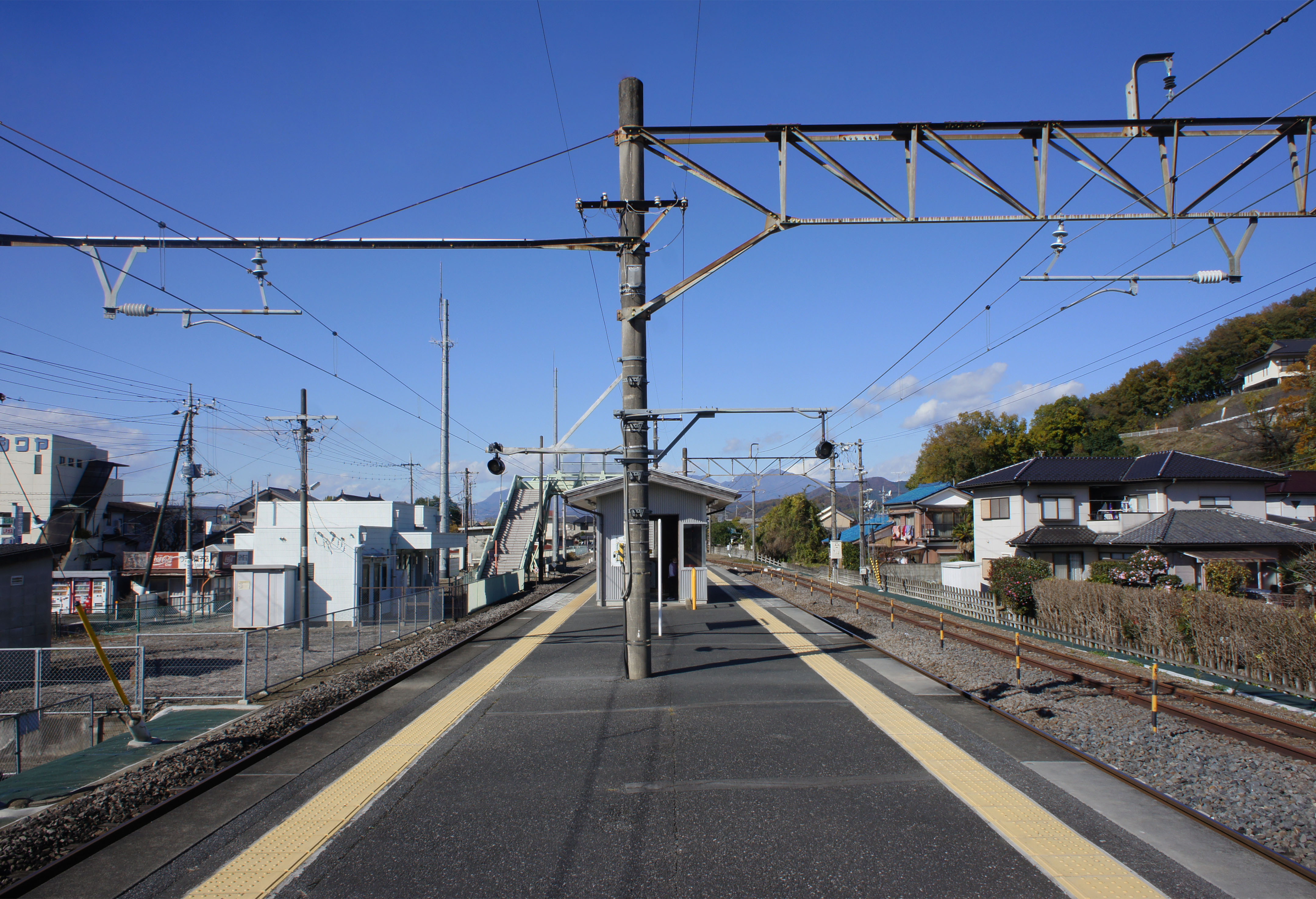
ホーム（2021年11月）

## 利用状況
JR東日本によると、2000年度（平成12年度） - 2002年度（平成14年度）の1日平均乗車人員の推移は以下の通り。
| 乗車人員推移       | 乗車人員推移     | 乗車人員推移 |
| 年度               | 1日平均 乗車人員 | 出典         |
| ------------------ | ---------------- | ------------ |
| 2000年（平成12年） | 593              | [ 5 ]        |
| 2001年（平成13年） | 540              | [ 6 ]        |
| 2002年（平成14年） | 485              | [ 7 ]        |

## 駅周辺
- 桐生市境野球場
- 渡良瀬川[1]
- 鶏足寺[1]
- 賀茂神社
- 足利市立小俣小学校
- 足利めぐみ幼稚園
- 足利小山信用金庫小俣支店
- 足利小俣郵便局
- 足利市小俣公民館
- ヤオコー桐生境野店
- 足利市生活路線バス小俣駅入口バス停

## 隣の駅
東日本旅客鉄道（JR東日本）
■両毛線
山前駅 - *葉鹿駅 - 小俣駅 - *東桐生駅 - 桐生駅
*打消線は廃駅